# فرودگاه بین‌المللی آستور پیاتزولا
فرودگاه بین‌المللی آستور پیاتزولا (به انگلیسی: Ástor Piazzolla International Airport) (به زبان بومی: Aeropuerto Internacional de Mar del Plata "Ástor Piazzolla") یک فرودگاه همگانی و نظامی مسافربری با کد یاتا MDQ است که یک باند فرود آسفالت دارد و طول باند آن ۲۲۰۰ متر است. این فرودگاه در شهر ماردل پلاتا کشور آرژانتین قرار دارد و در ارتفاع ۲۲ متری از سطح دریا واقع شده‌است.